# Zoopagales
De Zoopagales vormen een orde van lagere schimmels (Zygomycota).
De soorten uit deze orde leven als parasiet op amoebes en kleine diertjes, die ze vangen met gespecialeerde mechanismen. Er zijn ongeveer 60 soorten bekend.

## Taxonomische indeling
De taxonomische indeling van de Zoopagales is volgens de Index Fungorum (op 15-9-2008) als volgt:
Orde: Zoopagales
- Familie: Cochlonemataceae
- Familie: Helicocephalidaceae
- Familie: Piptocephalidaceae
- Familie: Sigmoideomycetaceae
- Familie: Zoopagaceae
- Familie: Incertae sedis
  - Geslacht: Basidiolum
  - Geslacht: Massartia